# وريد عيني علوي
وريد عيني علوي (الإنجليزي: Superior ophthalmic vein) يبدأ من الزاوية الداخلية للمدار الوريدي المعروفة بالزاوية الجبهية الأنفية مكونا جذع قصير يمر بين مستقيمتان وحشيتان رئيسيتان يمر بالشق الحجاجي العلوي وينتهي عند التجمع الدموي ذو التجاويف.
•الوريد الغربالي يصب في الوريد العيني العلوي.
•الأوردة الدوارية تصب في الوريد العيني العلوي.

## انظرأيضا
- وريد رقبي عميق

## وصلات خارجية
- http://www.dartmouth.edu/~humananatomy/figures/chapter_47/47-5.HTM
- lesson3 at The Anatomy Lesson by Wesley Norman (Georgetown University) (orbit4)